# Plantago cunninghamii
Plantago cunninghamii är en grobladsväxtart som beskrevs av Joseph Decaisne. Plantago cunninghamii ingår i släktet kämpar, och familjen grobladsväxter. Inga underarter finns listade i Catalogue of Life.